# Championnat de France universitaire d'aviron
Le Championnat de France universitaire d'aviron est organisé par la Fédération française du sport universitaire (FF Sport U). Cette compétition est accessible uniquement aux étudiants des universités et élèves des établissements d’enseignement supérieur. Le vainqueur peut représenter la France au championnat d'Europe des universités.

## Championnats de France universitaires de course en ligne

### 2019: Mâcon
| Epreuve | Or                        | Argent                       | Bronze                             |
| ------- | ------------------------- | ---------------------------- | ---------------------------------- |
| SH8+    | Université de Bordeaux    | Aviron CentraleSupélec Paris | Université de Savoie               |
| SH2x    | INSA Lyon                 | UT3 P.Sabatier Toulouse      | ASU Bourgogne                      |
| SH4x    | UT3 P.Sabatier Toulouse   | ILEPS                        | Université de Lorraine - ENM Nancy |
| SF8+    | Université de Savoie      | ESSEC Cergy                  | Université de Nantes               |
| SF2x    | Université Paris-Dauphine | Université de Nantes         | Université Paris Est Créteil       |
| SF4x    | ASU Angers                | Université Paris 2           | Université de Savoie               |
| SM2x    | INSA Toulouse             | Université Paris 2           | Université Rennes 2                |
| SM4x    | Université de Lorraine    | Université de Nantes         | Université de Nantes               |
| SM8+    | Université de Nancy       | Université de Grenoble       | Polytech Orléans                   |

### 2020: Le Creusot
Edition annulée en raison de la pandémie de Covid-19.

### 2021: Le Creusot
Edition annulée en raison de la pandémie de Covid-19.

### 2022: Brive-la-Gaillarde
| Epreuve | Or                                   | Argent                                 | Bronze                           |
| ------- | ------------------------------------ | -------------------------------------- | -------------------------------- |
| SH2-    | HEC                                  | Université Rennes 1                    | UP10 - Nanterre STAPS            |
| SH4-    | UDL-UTE Lyon 1 IUT                   | Université de Lorraine - CPP Nancy     | Université de Nantes             |
| SH8+    | UDL-UTE Lyon 1 Santé                 | Université de Nantes                   | ESCP Europe Paris                |
| SH1x    | USE EC Lyon                          | Université de Technologie Troyes       | CR Sport U                       |
| SH2x    | INSA Lyon                            | Université Littoral Côte d'Opale STAPS | UP10 - Nanterre STAPS            |
| SH4x    | Université de Nantes                 | Université de Lorraine - CPP Nancy     | UDL-UTE Lyon 1 IUT               |
| SF4-    | ASU Angers                           | Université Paris 2                     | Université Paris 1               |
| SF8+    | Aviron CentraleSupélec Paris         | Université de Nantes                   | Université de Savoie             |
| SF1x    | Université de Lorraine - STAPS       | UDL-UTE Lyon 1 INSPE                   | ASUBX Collège Science de l'Homme |
| SF2x    | Université de Lorraine - STAPS Nancy | Université Littoral Côte d'Opale STAPS | Université Rennes 1              |
| SF4x    | UDL-UTE Lyon 1 INSPE                 | ASU Angers                             | Université de Nantes             |
| SM2x    | AS EMS Adasa Campus Vichy            | Université Lorraine - Lettres Nancy    | INSA Lyon                        |
| SM4x    | Université de Nantes                 | UDL-UTE Lyon 2                         | Université de Savoie             |
| SM8+    | UDL-UTE Lyon 1 Santé                 | Université de Savoie                   | Université de Nantes             |

### 2023: Gravelines[5]
| Epreuve | Or                                   | Argent                              | Bronze                                 |
| ------- | ------------------------------------ | ----------------------------------- | -------------------------------------- |
| SH2-    | Université de Lorraine               | Université de Lyon                  | Pole Leonard de Vinci                  |
| SH4-    | Université de Lorraine               | Université de Lyon                  | Nantes Sports Université               |
| SH8+    | Université Lorraine - Polytech Nancy | Université de Lyon                  | Université de Grenoble                 |
| SH1x    | Université Paris Dauphine            | ASU Angers                          | ENAC Toulouse                          |
| SH2x    | Université de Lyon                   | Pole Léonard de Vinci               | AS Campus Vichy                        |
| SH4x    | Université Gustave Eiffel            | Nantes Sports Université            | Université de Toulouse                 |
| SF4-    | Université de Lyon                   | Université Reims Champagne-Ardennes | Nantes Sport Université                |
| SF8+    | Université de Lyon                   | Nantes Sport Université             | CentraleSupélec                        |
| SF1x    | Université de Lyon                   | Université de Lorraine              | Ligue Ile-de-France du Sport U         |
| SF2x    | Université Lorraine                  | ASU Angers                          | Université de Lyon                     |
| SF4x    | Université Gustave Eiffel            | Université de Grenoble              | AS Université Reims Champagne-Ardennes |
| SF2-    | ASU Angers                           | Université Paris Panthéon Assas     | Sorbonne Université Sciences           |
| SM2x    | Université de Lorraine               | Université de Toulouse              | Université de Lyon                     |
| SM4x    | Université de Lorraine               | Aix-Marseille Université            | Université Technique de Compiègne      |
| SM8+    | ESSEC Business School                | Université Gustave Eiffel           | Université de Lyon                     |

### 2024: Brive-la-Gaillarde[6]
| Epreuve | Or                              | Argent                            | Bronze                                 |
| ------- | ------------------------------- | --------------------------------- | -------------------------------------- |
| SH2-    | Université Gustave Eiffel       | Université de Lorraine            | INSA de Lyon                           |
| SH4-    | UDG-ASU Grenoble Alpes          | Université de Lorraine            | INSA de Lyon                           |
| SH8+    | CentraleSupélec                 | Université de Lorraine            | Université de Lyon                     |
| SH1x    | Université de Lorraine          | Ligue CVL Sport Universitaire     | Individuel Pays de la Loire            |
| SH2x    | Université de Lorraine          | Université Gustave Eiffel         | Université de Lyon                     |
| SH4x    | Université Gustave Eiffel       | INSA de Lyon                      | UDG-ASU Grenoble Alpes                 |
| SF4-    | INSA de Toulouse                | Université Gustave Eiffel         | Université de Lyon                     |
| SF8+    | ESSEC Business School           | Université de Lyon                | HEC Paris                              |
| SF1x    | Collège Osthéopathie Strasbourg | Sorbonne Université Sciences      | Université de Lorraine - Lettres Nancy |
| SF2x    | ASU Angers                      | Université Paris Est Créteil      | Université Technique de Compiègne      |
| SF4x    | Université de Lorraine          | Université de Lyon                | Université Gustave Eiffel              |
| SF2-    | Université de Lorraine          | ASU Angers                        | Université de Lyon                     |
| SM2x    | Université de Lorraine          | AS Université de Tours            | Université de Lorraine                 |
| SM4x    | Université de Lorraine          | Université Technique de Compiègne | Pole Leonard de Vinci                  |
| SM8+    | Nantes Sport Université         | CentraleSupélec                   | ESSEC Business School                  |

### 2025: Léry-Poses
| Epreuve | Or                     | Argent                  | Bronze                       |
| ------- | ---------------------- | ----------------------- | ---------------------------- |
| SH8+    | Univ Lorraine          | U Grenoble Alpes        | Aviron CentraleSupélec Paris |
| SH2x    | AS Univ de Tours       | U Federale de Toulouse  | ASU Bordeaux                 |
| SH4x    | Univ. Gustave Eiffel   | Univ Lorraine           | U de Lyon                    |
| SF8+    | ESSEC Cergy            | U de Lyon               | CentraleSupélec Sport        |
| SF2x    | Univ Lorraine          | Nantes Sport Université | ASE U Lille                  |
| SF4x    | Univ Lorraine          | ASU Angers              | Univ. Gustave Eiffel         |
| SM2x    | U Grenoble Alpes       | Université Paris Cité   | AS Univ de Tours             |
| SM4x    | U Federale de Toulouse | Univ Gustave Eiffel     | Univ Lorraine                |
| SM8+    | Univ Lorraine          | ESSEC Cergy             | U Grenoble Alpes             |

## Coupe de France universitaire d'aviron longue distance

### 2021: Mâcon
Edition annulée en raison de la pandémie de Covid-19.

### 2022: Mâcon

#### Présentation
Après un an de report en raison de la pandémie de Covid-19, en 2022 s'est tenue à Mâcon la première édition de la Coupe de France universitaire d'aviron longue distance. Elle a eu lieu en même temps que les Championnats longue distance des clubs, dont c'était également la première édition. La course consistait en un contre-la-montre effectué sur un parcours de 8000m en aller-retour, s'inspirant des têtes de rivière anglo-saxonnes. Faute d'un nombre suffisant de participants cette année-là, aucun titre de Champion de France universitaire n'a été remis.

#### Palmarès
| Epreuve | Or                           | Argent                       | Bronze                       |
| ------- | ---------------------------- | ---------------------------- | ---------------------------- |
| SH8+    | Aviron CentraleSupélec Paris | Aviron CentraleSupélec Paris | Aviron CentraleSupélec Paris |
| SF8+    | Aviron CentraleSupélec Paris | Aviron CentraleSupélec Paris | -                            |
| SM4x    | Ecole Polytechnique          | -                            | -                            |
| SM8+    | Aviron CentraleSupélec Paris | -                            | -                            |

### 2023: Mâcon

#### Palmarès
| Epreuve | Or                        | Argent                       | Bronze            |
| ------- | ------------------------- | ---------------------------- | ----------------- |
| SH8+    | AS EMS ADASA Campus Vichy | Aviron CentraleSupélec Paris | Centrale Nantes   |
| SM4x    | Université de Rennes      | ENAC TOULOUSE                | AS ENSMA Poitiers |
| SH4x    | Centrale Nantes           | AS ENSMA Poitiers            | -                 |

### 2024: Mâcon

#### Palmarès
| Epreuve | Or                    | Argent                | Bronze                |
| ------- | --------------------- | --------------------- | --------------------- |
| SH4x    | CentraleSupélec       | ISAE Supaéro          | INSA de Lyon          |
| SF8-    | ESSEC Business School | CentraleSupélec       | -                     |
| SM4x    | CentraleSupélec       | ASU Rennes            | Pole Leonard de Vinci |
| SH8-    | CentraleSupélec       | ESSEC Business School | Centrale Nantes       |
| SF4x    | Pole Leonard de Vinci | -                     | -                     |
| SM8-    | ESSEC Business School | Pole Leonard de Vinci | -                     |

### 2025: Mâcon

#### Palmarès
| Epreuve | Or                           | Argent                | Bronze                |
| ------- | ---------------------------- | --------------------- | --------------------- |
| SH8+    | Aviron CentraleSupélec Paris | ESSEC Business School | Centrale Nantes       |
| SM8+    | ESSEC Business School        | Aviron Centrale Paris | Centrale Nantes       |
| SF8+    | ESSEC Business School        | AgroParisTech         | Aviron Centrale Paris |

## Coupe de France universitaire d'aviron indoor

### 2021: Edition en ligne
Il s'agit de la première édition connectée.
| Epreuve               | Or                                   | Argent                               | Bronze                            |
| --------------------- | ------------------------------------ | ------------------------------------ | --------------------------------- |
| 4x1000m équipe Mixte  | INSA Lyon                            | Aviron CentraleSupélec Paris         | Université de Polynésie française |
| 4x1000m équipe Homme  | INSA Lyon                            | Université de Lorraine               | Aviron CentraleSupélec Paris      |
| 4x1000m équipe Femme  | Aviron CentraleSupélec Paris         | Université de Lorraine               | Aviron CentraleSupélec Paris      |
| 500m individuel Homme | INSA Lyon                            | Aviron CentraleSupélec Paris         | HEC                               |
| 500m individuel Femme | Université de Lorraine - ENSIC Nancy | Université de Lorraine - ENSIC Nancy | Aviron CentraleSupélec Paris      |

### 2022: Edition en ligne
| Epreuve               | Or                                         | Argent                       | Bronze                               |
| --------------------- | ------------------------------------------ | ---------------------------- | ------------------------------------ |
| 4x1000m équipe Mixte  | Université Littoral Côte d'Opale STAPS     | Aviron CentraleSupélec Paris | HEC                                  |
| 4x1000m équipe Homme  | Université de Lorraine - IUT Nancy-Brabois | ESCP Europe Paris            | Aviron CentraleSupélec Paris         |
| 4x1000m équipe Femme  | Aviron CentraleSupélec Paris               | Université Paris 1           | Université Paris 2                   |
| 500m individuel Homme | HEC                                        | Université Paris 2           | ESCP Europe Paris                    |
| 500m individuel Femme | Université Littoral Côte d'Opale STAPS     | Aviron CentraleSupélec Paris | Université de Lorraine - ENSIC Nancy |

### 2024: Stade Charléty
| Epreuve               | Or                           | Argent                       | Bronze                        |
| --------------------- | ---------------------------- | ---------------------------- | ----------------------------- |
| 8x250m équipe Mixte   | AS Univ. de Tours            | ASU Rennes-U Rennes 1        | Pole Leonard de Vinci         |
| 8x250m équipe Homme   | Aviron CentraleSupélec Paris | UDL-ASU ESA Bron             | Université de Lorraine        |
| 8x250m équipe Femme   | Aviron CentraleSupélec Paris | HEC                          | ESCP Europe Paris             |
| 500m individuel Homme | AS Univ. de Tours            | École Centrale de Lyon       | Ligue CVL Sport Universitaire |
| 500m individuel Femme | AS Univ. de Tours            | Aviron CentraleSupélec Paris | Université Gustave Eiffel     |